# Carl Neuberg
Carl Neuberg, född 29 juli 1877 i Hannover, död 30 maj 1956 i New York, var en tysk biokemist.
Neuberg studerade under Emil Fischer i Berlin, blev 1900 filosofie doktor och 1903 docent vid Berlins universitet samt 1908 titulärprofessor. Han blev e.o. professor 1916 och ordinarie honorarprofessor 1919 vid Berlins universitet samt ordinarie professor vid lantbrukshögskolan i Berlin 1921. Neuberg, som hade judiskt ursprung, lämnade Tyskland 1937 och bosatte sig i USA.
Alla Neubergs arbeten ligger inom biokemins område. Dels är de av preparativ art, dels behandlar de ämnesomsättningen i högre och lägre organismer. Mest bekanta är hans arbeten inom jäsningskemin, där han ungefär samtidigt med Constein och Lüdecke upptäckte glycerinjäsningen samt beskrev i anslutning till dessa arbeten förloppet av den alkoholjäsningen i alkalisk lösning. Av stor betydelse är hans upptäckt av ett i den biokemiska kolhydratsspjälkningen deltagande enzym, som sönderdelar pyrodruvsyra i acetaldehyd och kolsyra och som han gav namnet karboxylas.
Av Neubergs böcker förtjänar särskilt hans monografi Der Harn, sowie die übrigen Ausscheidungen und Körperflüssigkeiten (två band, 1911) att nämnas. Från 1906 redigerade han "Biochemische Zeitschrift" i Berlin, en bland de viktigaste tidskrifterna på den fysiologiska kemins område. År 1922 invaldes han som  ledamot av Fysiografiska sällskapet i Lund.